# Frans Peeters
Frans Peeters (* 30. August 1956 in Herentals) ist ein ehemaliger belgischer Sportschütze.

## Erfolge
Frans Peeters, der 1970 mit dem Sportschießen begann, nahm dreimal an Olympischen Spielen teil. 1988 in Seoul qualifizierte er sich im Trap mit 147 Punkten für das Halbfinale, in dem er weitere 48 Ziele traf und mit insgesamt 195 Punkten ins Finale einzog. Von 25 Zielen traf er im Finale 24, womit er wie zwei weitere Schützen auf 219 Punkte kam. Im Stechen um Bronze schied der erste Kontrahent nach acht Zielen aus. Erst mit seinem 16. Treffer setzte sich Peeters gegen Francisco Boza durch und erhielt so die Bronzemedaille. Vier Jahre darauf kam er in Barcelona nicht über das Halbfinale des Trap-Wettbewerbs hinaus und belegte den 14. Gesamtrang. Bei der Eröffnungsfeier war er Fahnenträger der belgischen Delegation. Die Olympischen Spiele 1996 in Atlanta schloss er die Trap-Konkurrenz auf Rang 49 ab, darüber hinaus trat er auch im Doppeltrap an. Er erreichte den 22. Platz.
Peeters ist verheiratet.